# Quartier Vivienne

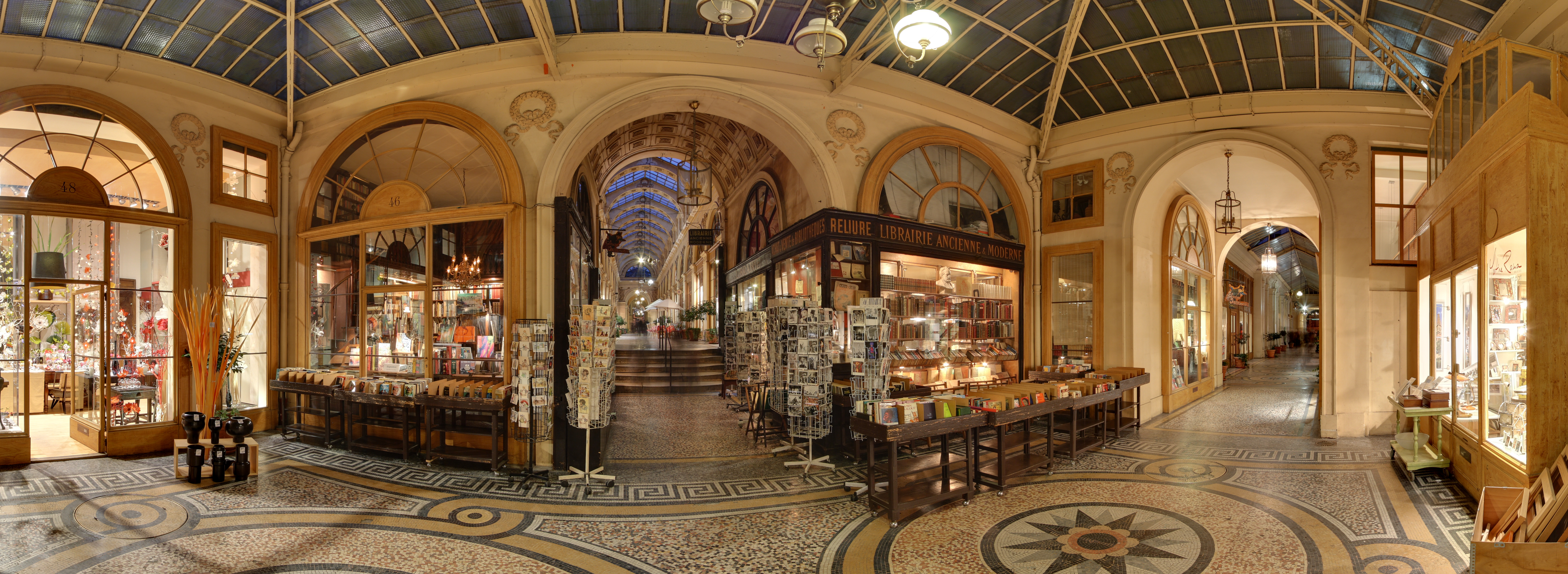
Panoramatický pohled do Passage Vivienne

Quartier Vivienne (čtvrť Vivienne) je 6. administrativní čtvrť v Paříži, která je součástí 2. městského obvodu. Má rozlohu 24,4 ha a je vymezena ulicemi Rue des Petits Champs na jihu, Rue Sainte-Anne s Rue de Gramont na západě, bulváry Italiens a Montmartre na severu a Rue de Notre-Dame-des-Victoires na východě.
Čtvrť byla pojmenována po zdejší ulici Rue Vivienne, která prochází čtvrtí od severu k jihu, a která nese jméno Louise Viviena de Saint-Marc, který byl v roce 1599 pařížským konšelem. Stejné jméno nese i 176 metrů dlouhá pasáž vybudovaná v roce 1823 a v roce 1974 zařazená mezi historické památky.

## Vývoj počtu obyvatel
| Rok sčítání | Počet obyvatel | Hustota zalidnění (ob./km²) |
| ----------- | -------------- | --------------------------- |
| 1954        | 6 822          | 27 959                      |
| 1962        | 6 151          | 25 209                      |
| 1968        | 5 129          | 21 020                      |
| 1975        | 3 915          | 16 045                      |
| 1982        | 3 120          | 12 787                      |
| 1990        | 3 096          | 12 689                      |
| 1999        | 2 917          | 11 955                      |